# Giải bóng đá hạng nhì quốc gia Cộng hòa Síp 1975–76
Giải bóng đá hạng nhì quốc gia Cộng hòa Síp 1975–76 là mùa giải thứ 21 của bóng đá hạng nhì Cộng hòa Síp. Chalkanoras Idaliou giành danh hiệu đầu tiên.

## Thể thức thi đấu
Có 13 đội tham gia Giải bóng đá hạng nhì quốc gia Cộng hòa Síp 1975–76. Tất cả các đội đều thi đấu 2 trận, một trân sân nhà và một trận sân khách. Đội nhiều điểm nhất sẽ lên ngôi vô địch. Đội đầu bảng thăng hạng Giải bóng đá hạng nhất quốc gia Cộng hòa Síp 1976–77.

### Hệ thống điểm
Các đội bóng nhận được 2 điểm cho một trận thắng, 1 điểm cho một trận hòa và 0 điểm cho một trận thua.

## Bảng xếp hạng
| Vị thứ | Đội                    | St. | T. | H. | B. | BT. | BB. | BT. | Đ. | Ghi chú                                                                  |
| ------ | ---------------------- | --- | -- | -- | -- | --- | --- | --- | -- | ------------------------------------------------------------------------ |
| 1      | Chalkanoras Idaliou    | 24  |    |    |    | 62  | 11  | +51 | 44 | Vô địch-thăng hạng Giải bóng đá hạng nhất quốc gia Cộng hòa Síp 1976–77. |
| 2      | APOP Paphos FC         | 24  |    |    |    | 87  | 15  | +72 | 41 |                                                                          |
| 3      | Omonia Aradippou       | 24  |    |    |    | 51  | 12  | +39 | 37 |                                                                          |
| 4      | Othellos Athienou FC   | 24  |    |    |    | 50  | 24  | +36 | 31 |                                                                          |
| 5      | Keravnos Strovolou FC  | 24  |    |    |    | 44  | 40  | +3  | 29 |                                                                          |
| 6      | Ethnikos Assia FC      | 24  |    |    |    | 20  | 37  | -17 | 22 |                                                                          |
| 7      | PAEEK FC               | 24  |    |    |    | 32  | 32  | 0   | 21 |                                                                          |
| 8      | Orfeas Nicosia         | 24  |    |    |    | 30  | 40  | -10 | 20 |                                                                          |
| 9      | Ethnikos Achna FC      | 24  |    |    |    | 23  | 41  | -18 | 18 |                                                                          |
| 10     | Iraklis Gerolakkou     | 24  |    |    |    | 20  | 52  | -32 | 15 |                                                                          |
| 11     | ENAD Ayiou Dometiou FC | 24  |    |    |    | 17  | 44  | -27 | 13 |                                                                          |
| 12     | Parthenon Zodeia       | 24  |    |    |    | 15  | 52  | -37 | 11 |                                                                          |
| 13     | AEM Morphou            | 24  |    |    |    | 19  | 77  | -58 | 10 |                                                                          |

Hệ thống điểm: Thắng=2 điểm, Hòa=1 điểm, Thua=0 điểm
Quy tắc xếp hạng: 1) Điểm, 2) Hiệu số, 3) Bàn thắng